# Індекс Тейла
Індекс Тейла — статистичний показник, що в основному використовується для вимірювання економічної нерівності. Він відображає надмірність інформації, що є різницею максимально можливої ентропії даних та спостерігаємої ентропії. Він може розглядатися як міра надмірності, стисливості, ізоляції, сегрегації, нерівності, невипадковості та відсутності різноманітності. 
Перевагою коефіцієнта Тейла над коефіцієнтом Джині є можливість розкладання результату на частину, що зумовлена нерівністю в межах територій (наприклад, міська, сільська), і частину, яка зумовлена різницею між територіями (наприклад, різниця в доходах між селом та містом).  Проте коефіцієнт Джині є більш інтуїтивним для багатьох людей, оскільки він базується на кривій Лоренца.